# Гілмор Тауншип (округ Грін, Пенсільванія)
Гілмор Тауншип (англ. Gilmore Township) — селище (англ. township) в США, в окрузі Грін штату Пенсільванія. Населення — 234 особи (2020).

## Демографія
Згідно з переписом 2010 року, у селищі мешкало 260 осіб у 104 домогосподарствах у складі 75 родин. Було 136 помешкань
Расовий склад населення:
| - 97,3 % — білих - 1,9 % — чорних або афроамериканців |

До двох чи більше рас належало 0,8 %. Частка іспаномовних становила 0,4 % від усіх жителів.
За віковим діапазоном населення розподілялося таким чином: 25,0 % — особи молодші 18 років, 61,2 % — особи у віці 18—64 років, 13,8 % — особи у віці 65 років та старші. Медіана віку мешканця становила 42,7 року. На 100 осіб жіночої статі у селищі припадало 114,9 чоловіків;  на 100 жінок у віці від 18 років та старших — 109,7 чоловіків також старших 18 років.
Середній дохід на одне домашнє господарство  становив 63 359 доларів США (медіана — 51 250), а середній дохід на одну сім'ю — 81 590 доларів (медіана — 72 500). За межею бідності перебувало 10,3 % осіб, у тому числі 12,0 % дітей у віці до 18 років та 0,0 % осіб у віці 65 років та старших.
Цивільне працевлаштоване населення становило 99 осіб. Основні галузі зайнятості: будівництво — 38,4 %, освіта, охорона здоров'я та соціальна допомога — 22,2 %, науковці, спеціалісти, менеджери — 10,1 %, сільське господарство, лісництво, риболовля — 10,1 %.